# بمب (تانک)

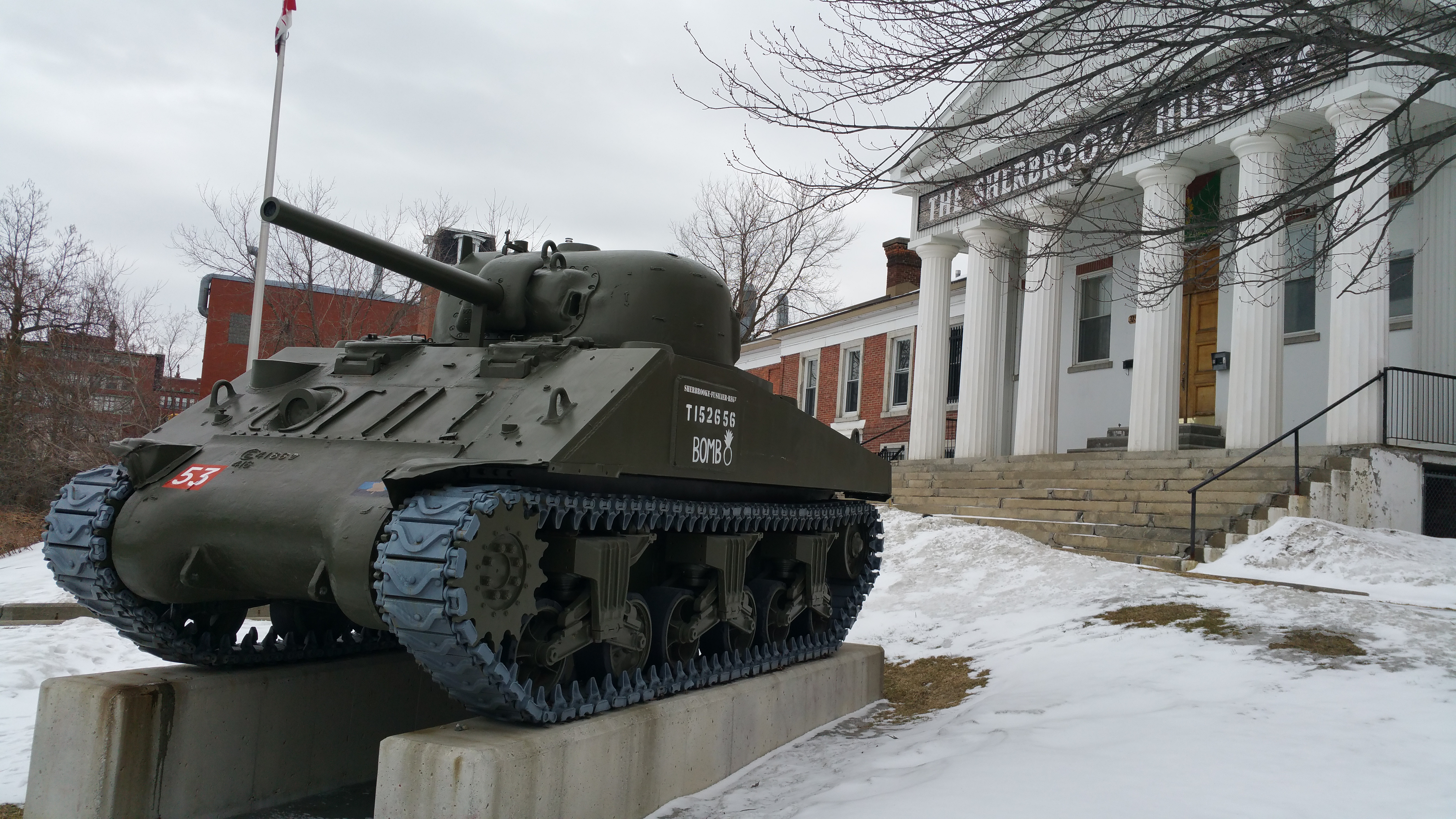
بمب در مقابل ساختمان دادگستری شهر شربوک در ایالت کبک

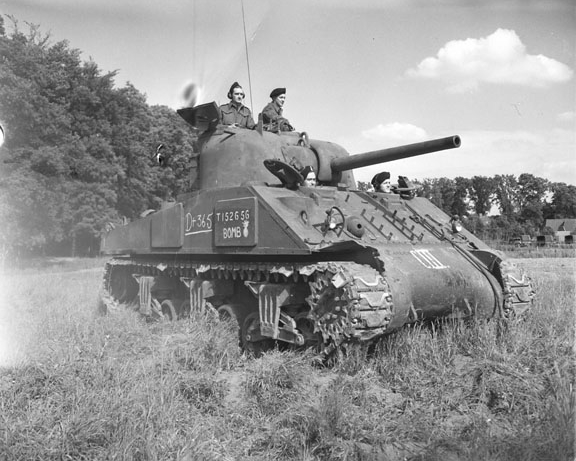
تانک بمب یک سال پس از نبرد نرماندی

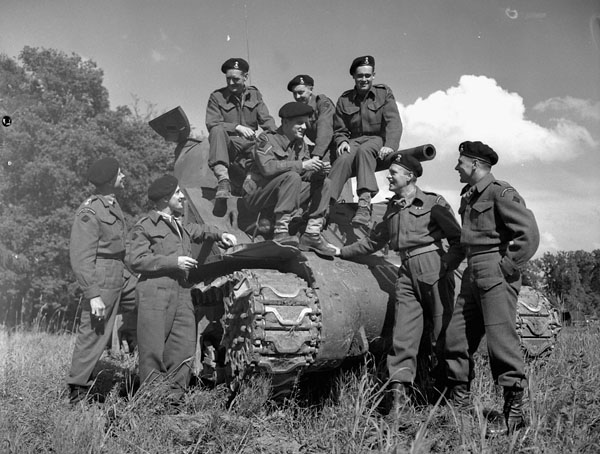
خدمه تانک بمب به همراه چهار فرمانده ای که در این تانک خدمت نموده اند.

بمب (به انگلیسی: Bomb) نام یک تانک ام۴ شرمن نیروی زمینی ارتش کانادا در جنگ جهانی دوم است که از جمله تانک های شرمنی بود که در نبرد نرماندی حضور داشت و تا زمان روز پیروزی در اروپا بی وقفه در حال خدمت بود. امروز این تانک در مقابل ساختمان دادگستری در خیابان ویلیام در شهر شربوک از ایالت کبک نگهداری می شود.

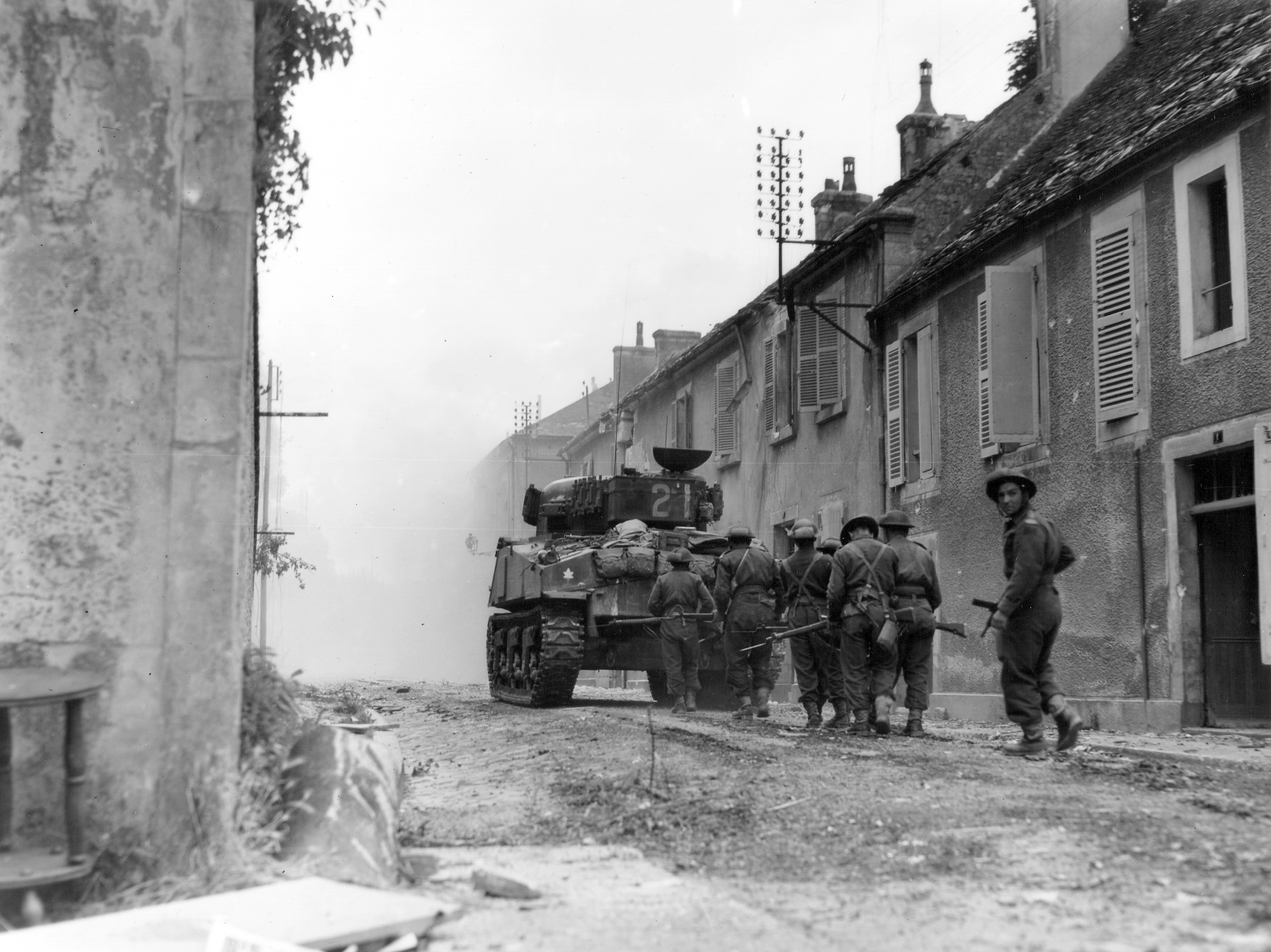
تانک بمب در حال گشت زنی برای یافتن تک تیر اندازان باقی مانده آلمان نازی در سال ۱۹۴۴